# Садовик
Садовик е село в Западна България. То се намира в община Брезник, област Перник.

## География
Село Садовик се намира в планински район. Намира се на югоизточния склон на Изворска могила. Тя е наречена на името на съседното село Извор, намиращо се на около 2 км североизточно от Садовик. Могилата е висока 1062 метра над морското равнище и е част от планината Любаш. От върха ѝ има обзор във всички посоки, най-внушителен е на северозапад, към Ребърската могила и към самия Любаш — връх Момин двор, а след него Руй. В обратната посока (югоизток) се вижда до Рила и като на длан горната част на Граово — Брезнишкото поле. На север погледът се спира на западната част на Стара планина, на изток — Витоша, а на запад — планините в Краище. През селото минава поток, извиращ от местността Дебелец, който е приток на Ноевска река, Конска река, Струма и оттам в Бяло море. От планинско-хълмистата местност Дебелец на северозапад минава главният вододел на Балканския полуостров, тъй като от другия склон водата се оттича през един от началните притоци на р. Ябланица, който минава между Ребърската могила и връх Любаш, слива се с потока от Лялинци, който идва от северозападната страна на Любаш и Парамунската планина, образува река Ябланица, която се влива в Ерма, точно на държавната граница със Сърбия. Оттам чрез реките Ерма, Нишава, Морава и Дунав водите отиват в Черно море.

## История
В съкратен регистър на Пиротския кадилък от 1530 г. Садовик е отбелязано като село с 47 домакинства и 4 неженени жители.

## Културни и природни забележителности
15 януари 1967
„ІІ Национален фестивал на кукерите и сурвакарите и пролетните игри и танци, свързани с тези старинни обичаи – Перник `67“
1355 участници
За изпълнението си те получават грамота и значка на фестивала.
За колективи
Първа награда: с. Садовик За маски
Първа награда: лик от с. Садовик
19 януари 1969
„ІІІ Национален фестивал на кукерите и сурвакарите и пролетните игри и танци, свързани с тези старинни обичаи – Перник `69“
над 1400 участници
От Третия до Осмия фестивал се присъждат първа, втора и трета награда (медали). Групите от цялата страна се оценяват единно. Критериите са битова вярност, оригиналност, художествена стойност, самобитност, цялостно художествено оформление на съставите (костюми, музика, театрализувани миниатюри и др.). II награда: Садовик
17 януари 1971
„ІV Национален фестивал на кукерите и сурвакарите – Перник `71“
над 1300 участници II награда: Садовик
20 януари 1974
„V Национален фестивал на кукерите и сурвакарите – Перник `74“
над 2000 участници
I награда: с. Садовик
28 януари 1980
„VІІ Национален фестивал на сурвакарите и кукерите – Перник `80“
над 3000 участници II награда: Садовик
22 януари 1996
„ХІ Международен фолклорен фестивал на маскарадните /сурвакарски – зимни, и кукерски – предпролетни/ и карнавални игри и обичаи – Перник `96“
3000 участници
детската сурвакарска група Садовик печели първо място на фестивала
23 – 25 януари 2004
“ХV Международен фестивал на маскарадните игри „Сурва“ – Перник ‘2004“
5250 участници Награди за маски и костюми (10 х 100 лв.)Садовик
25 – 27 януари 2008
“ХVII Международен фестивал на маскарадните игри „Сурва“ – Перник ‘2008“
5808 участници Поощрения:Садовик
23 – 25 януари 2009
“ХVIIІ Международен фестивал на маскарадните игри „Сурва“ – Перник ‘2009“
5089 участници Награда за маски и костюми, Сурвакари – 7 х 150 лв.:Садовик Награда за индивидуална маска
ХХ Юбилеен международен фестивал на маскарадните игри „Сурва“ – Перник 2011
6104 участници Награда за индивидуална маска златен медал – Илиан Първанов, Садовик
27 – 29 януари 2012 г.
ХХI Международен фестивал на маскарадните игри „Сурва“ – Перник 2012
около 6200 участници
1. Награда за поддържане и предаване на местната традиция, сурвакари
Награда за маски и костюми, сурвакари
Златен медал – село Садовик
1 – 3 февруари 2013 г.
ХХII Международен фестивал на маскарадните игри „Сурва“ – Перник 2013 Награда На Областния управител – Област Перник, г-н Иво Петров:Община Брезник – Садовик
ХХIII Международен фестивал на маскарадните игри „Сурва“ – Перник 2014 Награда за атрактивност за група от Западна България златен медал – Садовик

## Редовни събития
На 24 май всяка година се провежда съборът на селото. Всяка година на 14 януари се провежда сурвакарски празник. На 13-и вечерта се събират всички жители на центъра на селото и се провежда суровакарското събрание като повечето от хората са със звънци и клопотари. След това на следващия ден кукерите обикалят селото за да прогонят злите духове. По предания на възрастни хора от село Садовик, групата на т.нар. „сировичкаре“ съществува още от времето на османската власт. Този ритуал се предава и запазва от поколение на поколение още от прадедите ни и се спазва и почита до днешните му наследници. Групата представя зимния обичай „Сурвакарска сватба“.
Групата участва във втория национален фестивал на сурвакарските и кукерските игри през 1967 година в град Перник и се класира на първо място. Получава и индивидуална награда.
През същата година групата получава покана за участие в откриването на Варненско лято. Тя е единствената група, която представя Пернишка област тогава. Започва снимането на филма „Сурвакари“, в който групата взима участие. През 1968 година групата отново печели първо място на фестивала в град Перник. През 1974 година печели първа награда и златен медал, както и две индивидуални награди. Поканена е да участва в заснемането на филма „Римски мост“. През 1977 година сурвакарите от село Садовик печелят сребърен медал и индивидуални награди. През 1978 година групата участва в снимането на филма „При източниците на човечността“ по поръчка на ЮНЕСКО.
През 1980 година получава бронзов медал на фестивала в град Перник. През 1996 година детската сурвакарска група печели първо място на фестивала.
2014 Награда за атрактивност за група от Западна България
златен медал – Садовик

## Други
Първите монети, отсечени по българските земи са на тракийското племе дерони. В България са намерени находки на тетрастатери на дероните при с. Садовик, Пернишко, които са датирани от 500 – 480 г. пр.н.е. и край с. Величково, Пазарджишко, датирани към 475 – 465 пр.н.е. Те тежат средно по 40,10 грама всяка.
Лицевата страна на монетата от с. Садовик е с изображение на бог Хермес, застанал прав зад два вола и е с надпис „дерро“. На монетите от с. Величково е изсечен седнал в двуколка мъж с остра брада, който подкарва воловете с камшик. Шест от монетите са с изобразен летящ орел, който държи гущер в клюна си.